# Genforeningsfestlighederne i Sønderjylland
Genforeningsfestlighederne i Sønderjylland er en dansk dokumentarisk stumfilm fra 1920.

## Handling
Genforeningsfestlighederne i København 9. juli 1920: Kong Christian 10. kører i karet gennem byens gader og er med ved festlighederne på Østerbro Stadion. Kongen ankommer til Kolding. Kongen rider over grænsen ved Frederikshøj mellem Kolding og Haderslev. Kongeligt optog gennem Haderslev, Aabenraa og Sønderborg. Festlighederne på Dybbøl. Kongen besøger Tønder og Schackenborg.